# Sophus Schack
Sophus Peter Lassenius Schack (21. januar 1811 i København – 21. april 1864 på et lazaret i København) var en dansk officer, maler og forfatter.

## Militær karriere
Schack var søn af kammeradvokat Gregers Schack. Han blev landkadet 1821, sekondløjtnant 1830, 1838 karakteriseret og 1839 virkelig premierløjtnant, men afskediget allerede 1842. Dog indtrådte han i juli 1848 atter i tjenesten som kaptajn ved 3. reservebataljon og deltog i Treårskrigen. 1849 blev han Ridder af Dannebrog. Han blev 1860 kaptajnvagtmester i Rendsborg, samme år karakteriseret major, deltog som major og bataljonskommandør i Krigen 1864, og efter at han var blevet hårdt såret 18. april, døde han 21. april på et lazaret i København.

## Schack som maler
Schack havde fra ungdommen vist interesse for kunsten, men kunne dog først, efter at have været officer i nogle år, med større ro ofre sig for sine kunststudier. Samtidig med at han fik adgang til C.W. Eckersbergs malerskole, besøgte han Kunstakademiet i tiden 1835-40 og vandt begge dets sølvmedaljer. Hidtil havde han selv opfattet sig i forhold til kunsten som dilettant, men regnede sig nu for kunstner, uagtet han trods sin flid, sin dannelse og umiskendelige kærlighed til kunsten ikke nåede nogen høj plads. Han udstillede dels portrætter og genrebilleder, dels bibelske billeder over emner af Det Ny Testamente. Det synes, som om Christian 8. har taget sig noget af ham, således at han i 1844-45 fik to års rejseunderstøttelse af Akademiet; tillige havde han bestilt en altertavle, Christi Bjærgprædiken, der først blev afleveret efter kongens død, og et stort billede, Christian VIII’s og Dronning Caroline Amalies Kroning; dette har mange portrætter af god lighed, men er uden malerisk virkning; det bevares på Kronborg.

## Sophus Schacks forfatterskab
Sophus Schack udgav i 1858 bogen Physiognomiske Studier : et Forsøg til Menneskekundskab. I dette værk tog han tråden op fra frenologien og søgte at forklare menneskelige egenskaber med henvisning til formen på deres pande, øjenbryn, hage og så videre. Alt illustreret med egne små vignetter. Året efter fulgte Schack bogen op med Portraitparaleller til Beviis for Ligheden mellem Mennesket og Dyret, uddragne af Historien og det daglige Liv. Her søgte han - igen med egne illustrationer - at sammenligne dyrs udseende og adfærd med kendte og ukendte personer, der mindede ham om disse dyr. For eksempel blev den revolutionære franske politiker Robbespierre sammenlignet med en hyæne. Denne form for teoridannelse blev allerede tidligt afvist som pseudovidenskab, men hans bøger fik tilsyneladende en velvillig modtagelse, for eksempel skrev Philip Weilbach i Dansk Biografisk Leksikon, at hans bedste egenskaber som kunstner forbandt sig med en åndfuld fremstillingsgave som forfatter.

## Privatliv
Schack ægtede 1853 Vilhelmine Bothilde Olsen (1826-1900), datter af oberst og kartograf Oluf Nicolai Olsen. Deres datter Laura Cathrine Marie Schack blev gift med maleren Ole Pedersen 28. november 1890 i København.
Han er begravet på Garnisons Kirkegård. Der findes et selvportræt fra 1859 (tidl. i Johan Hansens samling). Pennetegning af Vilhelm Rosenstand (Lejrscene) 1863 (Frederiksborgmuseet). Portrætteret på træsnittene Faldne Officerer 1864 og Faldne ved Dybbøl. Træsnit 1864 efter tegning af Henrik Olrik. Litografi 1867 af Edvard Fortling.